# 异裂菊属
异裂菊属（学名：Heteroplexis）是菊科下的一个属，为草质藤本植物。该属共有异裂菊（Heteroplexis vernonioides）等物种，分布于中国广西等地。

## 种
- 异裂菊（Heteroplexis vernonioides）
- 绢叶异裂菊（Heteroplexis sericophylla）